# Антоневич, Влодзимеж
Антоневич Влодзимеж (пол. Włodzimierz Antoniewicz, 15 июля 1893, Самбор — 20 мая 1973, Варшава, Польша) — польский археолог, профессор Варшавского университета (с 1920 г.); член академии знаний, член академии наук (с 1952 года)

## Биография
Армянского происхождения.
В 1920—1930-х годах проводил археологические исследования в Галиции.
Ученик Карела Гадачека.
В 1925—1933 годах с перерывами преподавал в Университете Стефана Батория в Вильно. В 1936—1939 годах был ректором Варшавского университета и одновременно руководителем кафедры археологии.
В 1930 году он стал членом-корреспондентом Варшавского научного общества (с 1938 г. его действительный член).
Пытался очертить территорию Свидерский культуры в Белоруссии и высказал мнение, что её племена появились здесь не позднее конца верхнего неолита.
В 1932 году стал членом-корреспондентом академии наук.
В 1934 году принял участие в научной конференции в Минске, наладил контакты с белорусскими археологами Александром Лявданским, Сергеем Дубинским, Константином Поликарповичем.
Он был почётным членом-корреспондентом археологического общества в Лондоне, а с 1937 года — членом Доисторического общества в Кембридже и членом Леопольдины.
В 1952 году — титулярный член академии наук, а с 1957 года — действительный член этой Академии наук.

## Работы
Автор около 300 научных трудов по археологии, народному искусству, музейному делу.
- Baba kamienna w Dźwinogrodzie (1916) (пол.)
- Archeologia przedhistoryczna jako przedmiot nauczania (1921) (пол.)
- Pochodzenie i gatunki bursztynu w Europie (1923) (пол.)
- Pradzieje ziem polskich (1927) (пол.)
- Archeologia Polski. Zarys czasów przedhistorycznych i wczesnodziejowych ziem Polski, 1928 (Археология Польши) (пол.)
- O religii dawnych Słowian (1948—1949) (пол.)
- Historia sztuki najdawniejszych społeczeństw pierwotnych, 1957 (История искусства древнейших первобытных обществ) (пол.)
- Religia dawnych Słowian (1957) (пол.)
- Mapa grodzisk w Polsce; Lenkijos piliakalnių žemėlapis, su kitais, 1964

## Награды
- Орден Короны Италии в 1937 г.[4]
- Командорский крест орден Возрождения Польши в 1938 г.[5]
- Рыцарский крест, офицерский и командорский ордена Почетного легиона
- отмеченный наградами Болгарии, Югославии.